# Dva machři mezi nebem a peklem
Dva machři mezi nebem a peklem (…Più forte ragazzi!) je italská komedie z roku 1972, kterou natočil Giuseppe Colizzi. Hlavními představiteli filmu je známá italská dvojice Terence Hill a Bud Spencer. Stopáž filmu je 103 minut.

## Děj
Ze začátku dva kamarádi Salud (Bud Spencer) a Plata (Terence Hill) pracovali pro svého známého, ale pak se s jedním jeho letadlem zřítili do džungle. Naštěstí vyvázli s pár šrámy a dostali se do tábora hledačů diamantů. Seznámí se tu nejen se starým prospektorem Mattem, ale také s poměry, které ovlivňuje gangsterský boss, přezdívaný pan Ucho. Salud a Plata se rozhodnou začít sami podnikat. Seženou si staré letadlo, opraví ho a pustí se do práce. Daří se jim a dokonce si otevřou prosperující hospodu. To se ovšem nelíbí konkurenci, kterou je mocný boss pan Ucho. Proto boss nechá vyhodit do vzduchu jejich letadlo a podpálí jejich novou hospodu. Salud se to dozví, nakoupí zbraně a jde si to s panem Uchem a jeho kumpány vyřídit. S pomocí Plata se mu podaří gangstery porazit a pak bossovým letadlem odvážejí Matta a jeho psa do Salvadoru, což bylo staříkovo vysněné přání. Když Matt zemře, zjistí přátelé, že jeho historky o diamantové hoře vůbec nebyly smyšlené. V jeho věcech totiž objeví obrovský smaragd. Ale to není konec dobrodružství, protože je tu ještě gangster Ucho a jeho daleko sahající moc.

## Obsazení
| Terence Hill     | Plata |
| Bud Spencer      | Salud |
| Riccardo Pizzuti | Naso  |